# Тіуновська
Тіуно́вська (рос. Тиуновская) — присілок у складі Тарногського району Вологодської області, Росія. Входить до складу Тарногського сільського поселення.

## Населення
Населення — 37 осіб (2010; 65 у 2002).
Національний склад (станом на 2002 рік):
- росіяни — 97 %